# Aneflomorpha parkeri
Aneflomorpha parkeri là một loài bọ cánh cứng trong họ Cerambycidae.